# Levan Berianidze
Levan Berianidze –en georgiano: ლევან ბერიანიძე– (Tiflis, URSS, 10 de octubre de 1990) es un deportista georgiano que compite en lucha libre. Desde el año 2015 compite bajo la bandera de Armenia.
Ganó dos medallas de bronce en el Campeonato Mundial de Lucha, en los años 2010 y 2017, y una medalla de bronce en el Campeonato Europeo de Lucha de 2017.
Participó en los Juegos Olímpicos de Río de Janeiro 2016, ocupando el quinto lugar en la categoría de 125 kg.

## Palmarés internacional
| Representando a Georgia |                   |                   |           |
| Campeonato Mundial      |                   |                   |           |
| Año                     | Lugar             | Medalla           | Categoría |
| 2010                    | Moscú (Rusia)     | Medalla de bronce | 120 kg    |
| Representando a Armenia |                   |                   |           |
| Campeonato Mundial      |                   |                   |           |
| Año                     | Lugar             | Medalla           | Categoría |
| 2017                    | París (Francia)   | Medalla de bronce | 125 kg    |
| Campeonato Europeo      |                   |                   |           |
| Año                     | Lugar             | Medalla           | Categoría |
| 2017                    | Novi Sad (Serbia) | Medalla de bronce | 125 kg    |